# Cessna C-106 Loadmaster
El Cessna C-106 "Loadmaster" (o Cessna P-260) fue un monoplano de transporte bimotor estadounidense de los años 40 del siglo XX. Construido de contrachapado, no entró en producción debido a una escasez de material en tiempo de guerra.

## Desarrollo
Construido como aventura privada por Cessna, que lo bautizó como "Loadmaster", el C-106 era un monoplano de ala alta cantilever bimotor con tren de aterrizaje convencional retráctil. Compartía características estructurales y aerodinámicas con su predecesor el C/UC-78, siendo el fuselaje de tubos de acero soldados, y las alas y la cola, de madera. Las alas eran semicantilever, estando arriostradas por soportes en su parte central, mientras que las unidades principales del tren se retraían totalmente dentro de las góndolas motoras. Estaba propulsado por dos motores Pratt & Whitney R-1340 de 600 hp. Se construyeron dos demostradores de compañía P-260 y se les dio la designación militar C-106 Loadmaster. Una orden de 500 ejemplares fue cancelada debido a la escasez de contrachapado.

## Variantes
P-260
Designación interna de la compañía.
C-106
Designación militar para el prototipo de la compañía P-260, con dos motores R-1340-S3H1, uno construido.
C-106A
Designación militar para el prototipo de la compañía P-260, con dos motores R-1340-AN-2, uno construido.

## Especificaciones
Referencia datos: Aerofiles

### Características generales
- Tripulación: Cuatro
- Carga: 1106,77 kg
- Longitud: 15,6 m (51,1 ft)
- Envergadura: 19,7 m (64,7 ft)
- Peso vacío: 4445,2 kg (9797,2 lb)
- Peso cargado: 6713,2 kg (14 795,8 lb)
- Planta motriz: 2× motor radial de nueve cilindros refrigerado por aire Pratt & Whitney R-1340[1].
  - Potencia: 450 kW (620 HP; 612 CV) cada uno.
- Hélices: Hamilton Standard metálica bipala de paso variable

### Rendimiento
- Velocidad máxima operativa (Vno): 314 km/h (195 MPH; 170 kt)

## Aeronaves relacionadas

### Desarrollos relacionados
- Cessna AT-17 Bobcat

### Secuencias de designación
- Secuencia C-_ (Aviones de Carga del USAAC/USAAF/USAF, 1924-1962): ← C-103 - C-104 - C-105 - C-106 - C-107 - C-108 - C-109 →